# Unidentia
Genre
Unidentia est un genre de mollusques nudibranches de la famille des Unidentiidae.

## Liste des espèces
Selon World Register of Marine Species (1er décembre 2017) :
- Unidentia angelvaldesi Millen & Hermosillo, 2012

et décrites depuis :
- Unidentia nihonrossija Korshunova, Martynov, Bakken, Evertsen, Fletcher, Mudianta, Saito, Lundin, Schrödl & Picton, 2017
- Unidentia sandramillenae Korshunova, Martynov, Bakken, Evertsen, Fletcher, Mudianta, Saito, Lundin, Schrödl & Picton, 2017

## Publication originale
- Millen & Hermosillo, 2012 : Three new species of aeolid nudibranchs (Opisthobranchia) from the Pacific coast of Mexico, Panama, and the Indopacific, with a redescription and redesignation of a fourth species. The Veliger, vol. 51, no 3, p. 145-164.